# Skämt
Ett skämt är en slagkraftig formulering, syftning eller rolig historia, avsedd att locka till skratt. Ofta är sanningshalten i ett skämt tvivelaktig. Alternativt kan ett skämt utgöras av en handling som framstår som lockar till skratt. 
Ett skämt kan också syfta på ett busstreck, där någon skojar med en. Man kan hitta skämt i böcker och på internet.

## Exempel på skämt
- Alla barnen-historier
- Blondinskämt
- Norgehistoria
- Bellmanskämt